# Jung Yoo-min
Jung Yoo-min (en hangul, 정유민; nacida en Suwon, provincia de Gyeonggi, el 10 de julio de 1991) es una actriz surcoreana.

## Carrera
Jung declaró que soñaba con convertirse en actriz incluso antes de empezar la escuela, sueño que se transformó en convicción durante la adolescencia pese a la inicial oposición de su familia. Se graduó en actuación en el Instituto de las Artes de Seúl en agosto de 2018. Dentro de su preparación estuvo ocho meses practicando como actriz de acción con el director de artes marciales Shin Jae-myeong.
Entre 2010 y 2011 había formado parte de la compañía teatral Geumji Kim, y después ha continuado su actividad como actriz de teatro con apariciones en títulos como El fantasma de la casa Hathaway, Hwasacheop y Lituania.
Debutó en cine en 2012 con pequeños papeles en dos filmes: 음치클리닉 (Clínica para personas sordas) y 반드시 잡는다 (Asegúrate de atraparlo). En televisión debutó ese mismo año con el personaje de Mi-kyung en Tierra Santa, al que siguió en 2013 un papel con más minutos en pantalla como la sirvienta de la protagonista en Blooded Palace: The War of Flowers.
En 2014 interpretó el papel de Kim Joo-ah en Hi! School-Love On: una estudiante de secundaria que vive sola con su padre, que se convierte en un tirano cuando bebe, pero cuyo orgullo está por las nubes y que nunca expone su vida privada. Ese mismo año llamó la atención su presencia en Yuna's Street como Kim Young-mi, hermanastra de la protagonista.
En 2017 fue una de las actrices secundarias en Judge vs. Judge, con el papel de Hwang Min-ah, una estudiante de derecho y exguardaespaldas del presidente del país.También apareció en Strong Family como Kim Tae-i.
En 2018 fue una enfermera instrumentista, Bae Yoo-ri, en Cirujanos de corazón, dentro del género del drama médico por el que la actriz siente particular apego. Para este papel se presentó a la audición con un brazo escayolado y rasguños en la cara, fruto de una caída de la bicicleta, lo que según la actriz pudo tener peso a la hora de ser recordada por el director y elegida. Ese mismo año tuvo una aparición breve pero intensa, como la víctima de un asesinato, en The Witness. Su presencia en pantalla se limitó a los primeros quince minutos del filme, y a pesar de ello le hizo ganar reconocimiento en su profesión, así como notoriedad entre el público. Había logrado el papel gracias a su trabajo en la película anterior, The Chase, producida por la misma compañía. El 31 de julio de ese año firmó un contrato exclusivo con la agencia T&I Cultures.
Desde 2019 ha aparecido con asiduidad en las series diarias programadas por KBS, como Unasked Family, Red Shoes y Apple of My Eye. La primera de ellas es también la primera ocasión en la que interpreta el papel de una villana, aunque en principio le estaba destinado el que acabaría haciendo Choi Yoon-so.
En 2021 dedicó ocho meses a la realización de documentales sobre entornos naturales junto a Yoo Do-hyun, también para KBS. Jung es aficionada al senderismo y las actividades al aire libre, y, a pesar de los horarios dilatados e imprevisibles y otras dificultades, consideró este trabajo como una gran experiencia.
En 2022 fue una de las protagonistas de Red Balloon (TV Chosun), con un papel que provocó cierta controversia entre los espectadores por su aventura amorosa con el jefe de su empresa, un hombre casado y mucho mayor que ella. La actriz convino que su personaje podía ser irritante, pero también divertido.
En 2023 tuvo un papel como Han Yu-rang, una conocida influyente, en la serie de Netflix Celebridad. A continuación, Jung cerró el año con un papel protagonista en Perfect Marriage Revenge. En ella interpreta a Yi-joo, una mujer que tras haber sido traicionada por su marido y la familia de este planea su venganza.

## Filmografía

### Cine
| Año   | Título                              | Hangul               | Papel                   | Notas                           | Ref.                |
| ----- | ----------------------------------- | -------------------- | ----------------------- | ------------------------------- | ------------------- |
| 2012  | Clínica para personas sordas        | 음치클리닉           | Jin Seon-mi             |                                 | [ 1 ]               |
| 2017  | Asegúrate de atraparlo              | 반드시 잡는다        | Min Young-sook de joven |                                 | [ 1 ]               |
| 2017  | Shakespeare y compañía              | 셰익스피어 앤 컴퍼니 | Mi-hwa                  | Cortometraje                    |                     |
| 2017  | The Chase                           | 반드시 잡는다        | Yeong-sook de joven     |                                 | [ 18 ]              |
| 2018  | Hijos e hijas                       | 아들 딸들            | Hwaryeong               | Cortometraje                    |                     |
| 2018  | The Witness                         | 목격자               | Yoon Hee-won            |                                 | [ 2 ] [ 19 ] [ 20 ] |
| 2019  | Inseparable Bros                    | 나의 특별한 형제     | Reportera Lee Soo-jin   |                                 | [ 21 ]              |
| 2019  | Lee Sang-dae, el tigre de Bongcheon | 봉천 호랑이 이상대   | Lim Chun-ok             |                                 |                     |
| 2021  | Short Bus: Memory Trip              | 옴니버스 영화)       | Mi-hwa                  | Segmento Shakespeare y compañía |                     |
| Prog. | Kukurukuku                          | 쿠쿠루쿠쿠           |                         |                                 | [ 22 ]              |

### Series de televisión
| Año     | Título                             | Papel                     | Canal           | Notas                          | Ref.                 |
| ------- | ---------------------------------- | ------------------------- | --------------- | ------------------------------ | -------------------- |
| 2012    | Holy Land                          | Mi-kyung                  | OCN             |                                | [ 10 ] [ 23 ]        |
| 2012    | Monster                            |                           | JTBC            | Drama Special, 1 ep.           |                      |
| 2012    | The Birth of a Family              | Estudiante Jang Mi-hee    | SBS             |                                |                      |
| 2013    | Blooded Palace: The War of Flowers | Eon-nyeon                 | JTBC            |                                | [ 23 ]               |
| 2014    | Gap-dong                           | Lee Jeong-sook            | tvN             |                                |                      |
| 2014    | Yuna's Street                      | Kim Young-mi              | JTBC            | Ep. 28                         | [ 6 ]                |
| 2014    | Hi! School-Love On                 | Kim Joo-ah                | KBS2            |                                | [ 5 ] [ 24 ]         |
| 2015    | Enamorándose de la inocencia       | Yoo Yoo-mi                | JTBC            |                                | [ 25 ]               |
| 2015    | Serial Shopping Family             | Jeong Eun-ho              | JTBC            |                                |                      |
| 2015    | Reply 1988                         | Hwang Hee-su              | tvN             | Aparición especial             | [ 10 ] [ 26 ]        |
| 2015-16 | Remember: War of the Son           | Song Ha-young             | SBS             |                                | [ 27 ] [ 28 ]        |
| 2016    | Happy Home                         | Ji-soo                    | MBC             |                                |                      |
| 2016    | El espejo de la bruja              | Hwa-jin                   | JTBC            |                                | [ 29 ] [ 30 ]        |
| 2016    | Love in the Moonlight              | Wol-hee                   | KBS2            |                                | [ 23 ]               |
| 2016    | Entourage                          | Exnovia de Lee Ho-jin     | tvN             | Aparición especial             | [ 31 ]               |
| 2016-17 | Age of Youth                       | Estudiante de danza       | JTBC            | Aparición especial, ep. 1      | [ 32 ]               |
| 2017    | Strong Family                      | Kim Tae-i                 | SBS             |                                | [ 33 ] [ 34 ]        |
| 2017    | Judge vs. Judge                    | Hwang Min-ah              | SBS             |                                | [ 8 ] [ 35 ]         |
| 2018    | Cirujanos de corazón               | Bae Yoo-ri                | SBS             |                                | [ 3 ] [ 36 ]         |
| 2018    | Room No. 9                         | Jang Hwa-sa de joven      | tvN             |                                | [ 37 ]               |
| 2019    | Save me, Secretary Gam             | Tasadora                  | OBS Gyeongin TV | Serie web                      | [ 38 ]               |
| 2019-20 | Unasked Family                     | Hwang Soo-ji              | KBS1            | Protagonista                   | [ 38 ] [ 39 ]        |
| 2020    | Itaewon Class                      | Cita a ciegas de Geun-won | JTBC            | Aparición especial, ep. 6      | [ 40 ]               |
| 2020    | Pasillos de hospital               | Jeong Eun-bin             | tvN             | Aparición especial             | [ 40 ]               |
| 2020    | My Lilac                           | Ra Sin-hye                | KBS             | Drama Special, 1 ep.           | [ 41 ]               |
| 2021    | Red Shoes                          | Kwon Hye-bin              | KBS2            | Protagonista                   | [ 12 ] [ 42 ]        |
| 2022    | Veinticinco, veintiuno             | Hwang Bo-mi               | tvN             | Aparición especial             | [ 43 ]               |
| 2022-23 | Vengeance of the Bride             | Seo Mi-na                 | KBS2            | Aparición especial, ep. 6 y 10 |                      |
| 2022-23 | Red Balloon                        | Jo Eun-san                | TV Chosun       |                                | [ 44 ] [ 45 ]        |
| 2023    | Apple of My Eye                    | Dong Joo-hee              | KBS             |                                |                      |
| 2023    | Celebridad                         | Han Yoo-rang              | Netflix         | Serie web                      | [ 16 ]               |
| 2023    | Perfect Marriage Revenge           | Han Yi-joo                | MBN             | Protagonista                   | [ 46 ] [ 47 ] [ 48 ] |
| 2024    | Connection                         | Choi Ji-yeon              | SBS             |                                | [ 49 ]               |

## Otras actividades

### Variedades televisivas
| Año  | Título      | Función  | Canal    | Notas              | Ref. |
| ---- | ----------- | -------- | -------- | ------------------ | ---- |
| 2020 | Talk Beauty | Invitada | SBS funE | 18 de mayo de 2020 |      |

### Vídeos musicales
| Año  | Título                    | Artista | Notas                                 | Ref.   |
| ---- | ------------------------- | ------- | ------------------------------------- | ------ |
| 2015 | The Day We Were Far Away  | Kyuhyun |                                       | [ 26 ] |
| 2019 | On the way home from work | G_Nyan  | Junto con Kim Hyun-joon y Han Yeo-hwa | [ 50 ] |

## Premios y nominaciones
| Año  | Premios          | Categoría               | Papel          | Resultado | Ref.          |
| ---- | ---------------- | ----------------------- | -------------- | --------- | ------------- |
| 2019 | KBS Drama        | Mejor actriz revelación | Unasked Family | Nominada  | [ 51 ]        |
| 2023 | 14.º Korea Drama | Hot Star                | Celebridad     | Ganadora  | [ 52 ] [ 53 ] |